# Rita Moreira
Rita Moreira (São Paulo, 1944) es una cineasta, periodista y escritora brasileña. Sus documentales son conocidos por centrarse en cuestiones sociales, generalmente haciendo hincapié en los miembros de la sociedad que viven en los márgenes de los grandes centros urbanos. Los temas de sus películas abarcan desde los niños abandonados y el racismo, hasta cuestiones de género y sexualidad. Sus películas se consideran hitos del enfoque feminista del cine en Brasil durante los años 70 y 80.

## Trayectoria
Estudió cine documental en la New School for Social Research de Nueva York, graduándose en 1972. Junto a su compañera y periodista Norma Bahía Pontes, Moreira produjo "Madres lesbianas" en 1972 sobre madres en relaciones homosexuales y "Ella tiene barba" (1975), en la que aborda el vello facial en las mujeres. El primero fue el resultado de un curso que tomó en la New School y representó a la universidad en el primer Festival de Video de Tokio. La segunda película fue parte de la serie “Vivir en la ciudad de Nueva York”, un proyecto para el cual su pareja Pontes recibió una beca de la Fundación John Simon Guggenheim Memorial para centrarse en apreciar la ciudad de Nueva York en sí. Esta serie incluye "El Apartamento" (1974/5) y "Caminando" (1977). De regreso a Brasil, produjo "A Dama do Pacaembu" (1983), realizada en colaboración con la cineasta María Luísa Leal, que muestra la vida de una mujer sin hogar en la zona acomodada del barrio de Pacaembu, en São Paulo, y "Temporada de Caza" (1988), sobre la homofobia en el período posterior a la redemocratización en Brasil. En 1995 recibió la subvención audiovisual conjunta de 15.000 dólares de las fundaciones Rockefeller, MacArthur y Lampadia para grabar "The Other... Me".
Fue corresponsal en Nueva York del semanario  "Opinião" en la década de 1970. También escribió para las revistas "Realidade" y "Nova". Formó parte de distintos comités de editoriales como Nova Cultural, Globo y Time Life. En Nova Cultural, fue responsable de la sección de etimología de la Enciclopedia Larousse. Es autora de algunos libros de poesía, como "María Morta em Mim" (1963), escrito cuando tenía diecisiete años, "La hora del amor más grande" (1965), "Mirando dentro de la papaya" (1999) y "Coração de Ontem" (2015).

## Reconocimientos
En 2024, el Festival Asterisco de Cine LGBTIQ+ de Buenos Aires homenajeó a Rita Moreira y Norma Bahía por su labor pionera en el cine queer, rescatando algunas de sus obras como Lesbian Mothers y Lesbianism Feminism.